# 上村哲彦
上村 哲彦（かみむら てつひこ、1938年 - ）は、日本の英文学者、関西大学名誉教授。

## 人物・来歴
高知県生まれ。関西大学文学部英文科卒、同大学院修士課程修了。京都女子大学助教授、関西大学教授、2007年定年退任、名誉教授。2016年11月、瑞宝中綬章を受章。
D・H・ロレンスが専門。

## 著書
- 『ロレンスのイタリア』彩流社 1996

共編
- 『ことば・意味・かたち 英米文学-批評と読解』加藤文彦共編 愛育社 1993

### 翻訳
- フランク・ウォーターズ『仮面の神がみ 苦悩する文明への提言』科学情報社 1974-1975
- 『ローレンス短篇集』水嶋正路・鈴江璋子他共訳 太陽社 太陽選書 1975
- ディヴィス・ダンバー・マッケロイ『実存主義と現代文学』松浦直巳共訳 三興出版 1976
- 『折鶴 デズモンド・イーガン詩集』安川昱,和田葉子編 関西大学出版部 1995
- D.H.ロレンス『ロストガール』彩流社 1997
- 『D.H.ロレンス短篇全集』全5巻 西村孝次,鉄村春生,戸田仁共監訳 大阪教育図書 2003-2006
- ジューン・ローズ『性の革命 マリー・ストープス伝』立本秀洋,松田正貴共訳 関西大学出版部 2005

## 参考
- 上村哲彦教授履歴及び著作目録 英文学論集 2007-12